# Quantité de mouvement de Planck
La quantité de mouvement de Planck est l'unité élémentaire de quantité de mouvement dans le système d'unité naturelle que forme les unités de Planck. Elle n'a pas de symbole conventionnel, mais peut être notée 
{\displaystyle m_{\text{P}}c}, où {\displaystyle {m_{\text{P}}}} est la masse de Planck et {\displaystyle c} est la vitesse de la lumière dans le vide. Avec ces notations :
{\displaystyle m_{\text{P}}c={\frac {\hbar }{l_{\text{P}}}}={\sqrt {\frac {\hbar c^{3}}{G}}}\approx 6.52485{\text{ kg m/s}},}
Où :
{\displaystyle \hbar } est la constante de Planck réduite,
{\displaystyle {l_{\text{P}}}} est la longueur de Planck,
{\displaystyle G} est la constante gravitationnelle .
En unité du système international d'unités, sa valeur est approximativement 6,524 89 kg m s−1.
Contrairement à beaucoup d'autres unités de Planck, c'est une unité à échelle humaine, qui n'est en soi ni un maximum ni un minimum.
En revanche, pour une particule unique, c'est évidemment un maximum indépassable, celui d'une particule ayant une masse de Planck et se déplaçant à la vitesse de la lumière.
La quantité de mouvement de Planck est la quantité de mouvement d'un photon ayant une énergie de Planck, ce qui est également un maximum pour un photon. Dans certains modèles de Big Bang, c'est la quantité de mouvement associée à des photons primordiaux.